# Placówka Straży Celnej „Skoszewo”

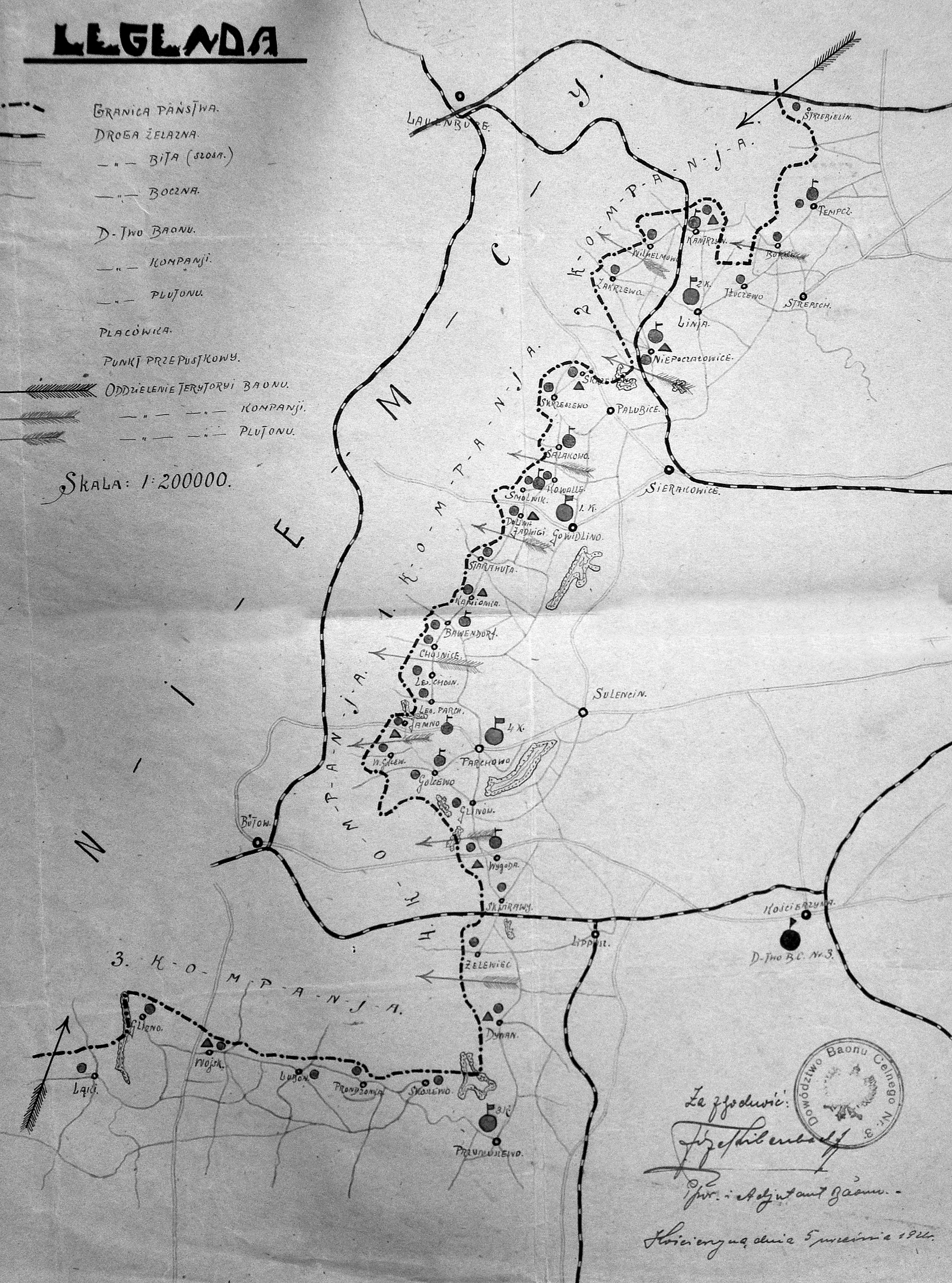
Rozmieszczenie pododdziałów
3 batalionu celnego w 1921 roku.

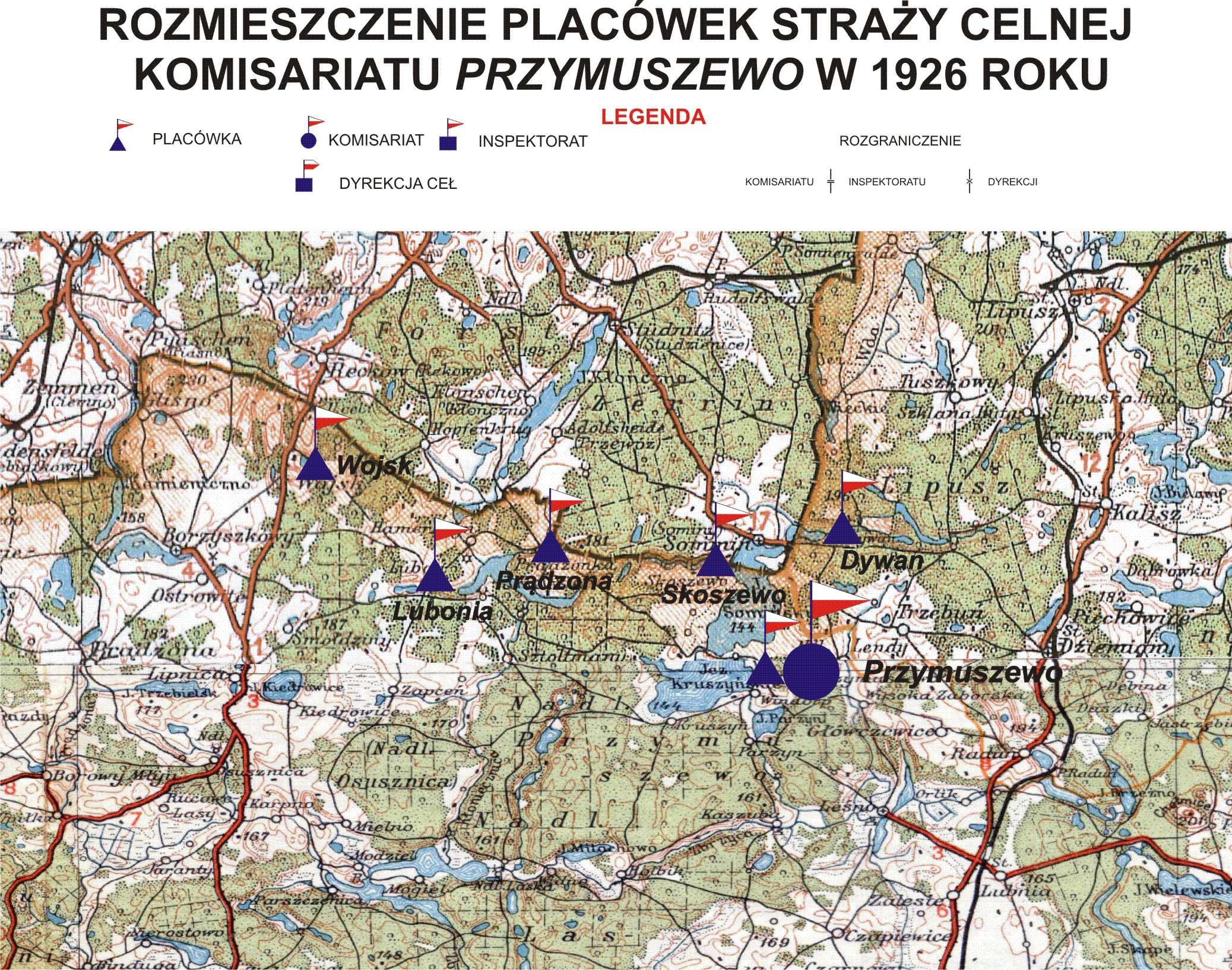
Rozmieszczenie placówek Straży Celnej Komisariatu Przymuszewo

Placówka Straży Celnej „Skoszewo” – jednostka organizacyjna Straży Celnej pełniąca w okresie międzywojennym służbę ochronną na granicy polsko-niemieckiej.

## Formowanie i zmiany organizacyjne
Na wniosek Ministerstwa Skarbu, uchwałą z 10 marca 1920 roku, powołano do życia Straż Celną. Jednostki Straży Celnej rozpoczęły przejmowanie odcinków granicy od pododdziałów Batalionów Celnych. W 1921 roku w Przymuszewie stacjonował sztab 3 kompanii 3 batalionu celnego. 3 kompania celna wystawiła między innymi placówkę w Skoszewie. W 1922 roku w Przymuszewie stacjonował sztab 4 kompanii 17 batalionu celnego. 4 kompania celna wystawiła między innymi placówkę w Skoszewie. Proces tworzenia Straży Celnej trwał do końca 1922 roku. Placówka Straży Celnej „Skoszewo” weszła w podporządkowanie komisariatu Straży Celnej „Przymuszewo” z Inspektoratu SC „Kościerzyna”.
W drugiej połowie 1927 roku przystąpiono do gruntownej reorganizacji Straży Celnej. W praktyce skutkowało to rozwiązaniem tej formacji granicznej. Ochronę północnej, zachodniej i południowej granicy państwa przejęła powołana z dniem 2 kwietnia 1928 roku Straż Graniczna. W strukturach nowo powstałej formacji nie odtworzono placówki „Skoszewo”.

## Funkcjonariusze placówki
Kierownicy placówki
| stopień          | imię i nazwisko, numer      | okres pełnienia służby |
| ---------------- | --------------------------- | ---------------------- |
| starszy strażnik | Stanisław Chlebowski (1752) | był w 1926             |

Obsada personalna placówki w 1926:
- starszy strażnik Stanisław Chlebowski (1752)
- strażnik Franciszek Kamiński (1865)
- strażnik Piotr Czerwiński (1664)
- strażnik Maksymilian Mytko (2008)
- strażnik Antoni Grafka (2909)
- strażnik Kazimierz Rojewski ((1986)